# Chajnóczki Balázs
Czajnóczki Balázs (Budapest, 1979. január 16. –) magyar színész.

## Életpályája
1997-ben érettségizett a József Attila Gimnáziumban. 1997-2000 között a Nemzeti Színház stúdiójában tanult. 2000-2012 között a Miskolci Nemzeti Színház tagja volt. 2012-2013 között szabadúszóként dolgozott, majd 2013-tól a József Attila Színház színésze.
2022-2025 között a Színház- és Filmművészeti Egyetem drámainstruktor szakos hallgatója.

## Fontosabb színházi szerepei
- Szakonyi Károly: Adáshiba- Dönci (Rendező: Tordy Géza)
- Bereményi Géza: Az arany ára- Gombacsik (Rendező: Balikó Tamás)
- Arthur Miller: Az ügynök halála- Happy (Rendező. Balikó Tamás)
- Friedrich Shiller: Ármány és szerelem – Ferdinánd Von Walter fia, őrnagy (Rendező: Korognai Károly)
- Fenyő-Novai-Böhm-Korcsmáros: Hotel Menthol-Zsilett (Rendező: Halasi Imre)
- Makszim Gorkij: Éjjeli menedékhely- Aljosa (Rendező: Lévai Adina)
- Barta Lajos: Szerelem- Katonatiszt (Rendező: Paolo Magelli)
- Valentyin Katajev: A kör négyszögesítése- Iván (Rendező: Korognai Károly)
- Mihail Bulgakov: Moliére – Zacharie Moirron (Rendező: Radoslav Milenkovič)
- Dobozy Imre -Korognai Károly: A tizedes meg a többiek – Fekete (Rendező: Korognai Károly)
- Valló Péter- Vajda Katalin-Fábri Péter: Anconai szerelmesek- Lucrecio (Rendező: Korognai Károly)
- Paul Portner: Hajmeresztő- Mike Thomas (Rendező Tasnádi Csaba)
- Nóti Károly – Zágon – Eisemann – Márkus – De Fries: Hippolyt a lakáj – Nagy András (Rendező: Balikó Tamás)
- Madách Imre: Mózes – Húr (Rendező: Csiszár Imre)
- Kemény Gábor – Victor Hugo – Tömöry Péter : Quasimodo – Gringoire, költő (Rendező: Halasi Imre)
- Dés László-Geszti Péter- Békés Pál: A dzsungel könyve – Maugli (Rendező: Krámer György)
- Egressy László: Portugál – Bece (Rendező: Korognai Károly)
- Ken Kesey- Dale Wassermann: Kakukkfészek- Billy Bibbit (Rendező: Kiss József)
- William Shakespeare: A velencei kalmár- Bassanio (Rendező: Hegyi Árpád Jutocsa)
- Vörösmarty Mihály: Csongor és Tünde-Csongor (Rendező: Hegyi Árpád Jutocsa)
- Szente Vajk: Puskás, a musical-Vörös Elvtárs (Rendező: Szente Vajk)

## Filmes és televíziós szerepei
- Brigi és Brúnó (2022) ...Csaló
- Hotel Margaret (2022) ...Pálya manager
- Jóban Rosszban (2021) ...Kozma Antal
- Mula-tó (2014-2015)
- Tea (2002)

## Díjai és kitüntetései
- Józsa Imre-díj (2019)
- József Attila-gyűrű (2022)[7]
- Kaló Flórián-díj (2023)[8]